# Clifton (Kansas)
Clifton és una ciutat dels Estats Units a l'estat de Kansas. Segons el cens del 2000 tenia 557 habitants.

## Demografia
Segons el cens del 2000, Clifton tenia 557 habitants, 240 habitatges, i 149 famílies. La densitat de població era de 537,6 habitants per km².
Dels 240 habitatges en un 28,8% hi vivien nens de menys de 18 anys, en un 52,1% hi vivien parelles casades, en un 6,7% dones solteres, i en un 37,9% no eren unitats familiars. En el 35,4% dels habitatges hi vivien persones soles el 22,5% de les quals corresponia a persones de 65 anys o més que vivien soles. El nombre mitjà de persones vivint en cada habitatge era de 2,32 i el nombre mitjà de persones que vivien en cada família era de 3,06.
Per edats la població es repartia de la següent manera: un 26,6% tenia menys de 18 anys, un 7,5% entre 18 i 24, un 21,9% entre 25 i 44, un 20,1% de 45 a 60 i un 23,9% 65 anys o més.
L'edat mediana era de 39 anys. Per cada 100 dones de 18 o més anys hi havia 77,8 homes.
La renda mediana per habitatge era de 21.750 $ i la renda mediana per família de 34.375 $. Els homes tenien una renda mediana de 26.458 $ mentre que les dones 16.167 $. La renda per capita de la població era de 13.962 $. Entorn del 16,2% de les famílies i el 21% de la població estaven per davall del llindar de pobresa.

## Poblacions més properes
El següent diagrama mostra les poblacions més properes.